# Хронологія Бродів

## XI століття
- 1084  - Перша письмова згадка про Броди у «Повчанні Володимира Мономаха дітям»  тут навесні і взимку  відбувалися зустрічі між чернігівським князем Володимиром Мономахом і волинським князем Ярополком Ізяславичем.

## XIII століття
- 1241 - війська хана Батия знищили Броди.

## XV століття
- 1432  - поселення переходить повністю у руки поляків.
- 1441 - польський король Владислав Яґелоньчик подарував землі Олеського ключа, територія якого охоплювала значну частину сучасної Брідщини, шляхтичу Яну із Сени – Сенінському.

## XVI століття
- 1511 - Броди згадуються в переліку сіл, що переходять у власність родини Каменецьких.
- 1580 - Воєвода Жолкевський купив село Броди.
- 1584, 22 серпня  - Надання Бродам магдебурзького права від короля Стефана Баторія .
- 1586 - закладено місто Любич, назване на честь родинного герба Жолкевських. Надано привілей,  який дозволяв жителям будуватися поруч із замком і використовувати землі, ліси та луки, місто поступово почало розбудовуватися
- 1588, 5 лютого - Перша писемна згадка про перший замок у Бродах.
- 1596 - будівництво костелу

## XVII століття
- 1600 - будівництво Оборонної церкви Богородиці
- 1625 - будівництво Церкви святого Юра
- 1628 -  В міських актах згадуються такі цехи: шевський, кушнірський, ковальський, ткацький, кравецький, шаповальський.
- 1629 - Броди стали володінням гетьмана Конецпольського, який запросив до міста перших євреїв.
- 1630 - початок будівництва Бродівського замку проектували відомий архітектор Андреа дель Аква та відомий інженер Гійом де Боплан на замовлення родини Конецпольських.
- 1630 – 1650 - побудова міста-фортеці, ідеального міста.
- 1633 - Броди отримали привілей, згідно з яким міські цехи прирівнялися в правах з львівськими, а ярмарки – з люблінськими та торунськими.
- 1638, 11 січня  – Розпочалася історія вірменської громади міста Броди. Коронний гетьман Речі Посполитої Станіслав Конєцпольський, власник м. Броди, видав грамоту, якою взяв під опіку вірменських купців.
- 1646 - містечко відвідав Владислав IV.
- 1648, Вересень - козацько-селянські війська Богдана Хмельницького, під керівництвом полковників Нечая, Небаби і Головача здобули Броди і впродовж двох місяців тримали в облозі Бродівський замок.
- 1651 —  містечко відвідав Ян Казимир.
- 1664 - єврейська громада Бродів стала незалежною від кагалу у Львові.
- 1678, 3 березня - власник Бродів Станіслав Конєцпольський виділив домініканському ордену місце для спорудження костелу Святого Станіслава і кам’яницю шотландського купця Найлянда для заснування монастиря.
- 1682 - Бродами володіла родина Собєських.

## XVIII століття
- 1703, 4 вересня - власник Бродів Якуб Собєський віддав місто і замок в оренду Гаврилу Виговському.
- 1704, 8 січня - місто Броди перейшло у власність родини Потоцьких, які володіли ним аж до 1834 р. А герб роду Потоцьких – «Пилява» – був гербом міста аж до 1939р.
- 1734 - Бродівська фортеця була зруйнована російськими військами
- 1742 - починають будувати Велику синагогу
- 1749 - після великої пожежі вірмени покинули місто.
- 1756 у бродській синагозі було відлучено франкістів від ортодоксального юдаїзму
- 1772 - Броди увійшли до складу Австрійської імперії .
- 1772 - було накладено клаузу на хасидів, яких протягом декількох років вигнали з міста.
- 1779 - австрійська імператриця Марія Терезія надала Бродам право вільного торгового міста.

## XIX століття
- 1801 -  перша велика пожежа в Бродах[1]
- 1809 - встановлено поштовий рух Броди-Львів за старанням купця Ізраїля Бернштайна
- 1812 -  на вимогу Росії, австрійці зруйнували надбрамну вежу та равелін Бродівського замку, а також засипали рів
- 1831 - у зв'язку із поширенням у краї епідемії холери, австрійська влада змусила місцевих юдеїв закласти новий, третій за рахунком цвинтар, на значній віддалі від міста
- 1833 - палац у замку викупив Ян Казимір Молодецький, у власності його родини він пробув до 1939 року.
- 1835 - друга велика пожежа в Бродах
- 1853 - третя велика пожежа в Бродах
- 1856 - відкрита Телеграфічна станція.
- 1859, 5 травня  - відбулася найбільша пожежа за всю історію міста Броди, внаслідок чого згоріло 950 будівель, загинуло 16 людей
- 1860 - у Бродах мешкало 19 977 жителів
- 1868, 27 червня - в Бродах відкрито окружну торгівельно-промислову палату до якої входили Тернопіль, Золочів, Бережани, Борщів, Чортків, Збараж та ін.
- 1869, 10 липня   - налагодження залізничного сполучення Львів – Броди .
- 1873 - встановлено залізничний зв’язок з Російською імперією (Радивилів)
- 1878, 1-2 березня   - було здійснено «телефонічний експеримент» – першу спробу телефонного зв’язку між Львовом і Бродами.
- 1879, 21 липня  - Бродах відбувся XIII з’їзд Педагогічного товариства, на який приїхало 350 делегатів з різних куточків Галичини.
- 1879  - було втрачено статус "вільного міста".
- 1881 - до Бродів приїхало багато тисяч єврейських біженці з Російської імперії, що тікали від погромів. З Бродів цих біженців було відправлено спеціальними поїздами у Західну Європу, а потім в США.
- 1882 - Броди стали осідком староства, до якого з поміж інших входив Золочів
- 1883, 4 вересня  - розпочалось навчання у новозбудованому приміщенні гімназії у Бродах, яка тоді носила назву «Цісарсько-королівська вища реальна гімназія ім. архикнязя Рудольфа».
- 1898, Січень  - У Бродівській книгарні Фелікса Веста, що на вулиці Золотій, у продажу з’явилися перші поштові листівки із видами Бродів.

## XX століття
- 1904, 9 травня - рескриптом міністра визнань і освіти Австро-Угорщини надано дозвіл на відкриття приватної учительської жіночої семінарії у м. Броди. Заклад проіснував у Бродах до 1929 року.
- 1904, 7-12 липня   - відбувалася канонічна візитація Брідського деканату митрополитом Андрієм Шептицьким. Перший відомий візит митрополита у м. Броди.
- 1915 - російські солдати знищили палац Потоцьких
- 1919, 10 квітня   - в м.Броди відбулася нарада Директорії УНР з представниками Антанти щодо пропозицій припинення польсько-української війни та розмежування по лінії лорда Керзона.
- 1909, 26 квітня  - Броди відвідав Іван Франко
- 1918, 1 листопада  - у Бродах було встановлено українську владу.
- 1919, 6 липня  - на околиці Бродів, біля Піщаної гори, поляками було розстріляно четаря УГА Пилипа Ґардзілевича.
- 1928, 17 листопада- було зареєстровано філію товариства «Союз українських купців» у Бродах, головою якого довгий час був відомий підприємець, меценат Гриць Швалюк.
- 1938, 30 січня  –  в приміщенні Українського кооперативного банку (сьогоднішня адреса – вул. Пушкіна,10) старанням повітового гуртка «Рідної школи» відкрилася Велика Вистава Української Преси.
- 1939 - у місті проживало 18000 осіб
- 1939, 2 жовтня  - у місті почала виходити газета «Червоні Броди».
- 1941, у ніч з 28 на 29 червня - німецькі війська зайняли Броди.
- 1941 - більшість євреїв в Бродах були зібрані в ґетто.  Тут утримувалося 12 тис. євреїв з Бродів та навколишніх сіл.
- 1942, 19 вересня - відбулася Перша депортація євреїв. За різними даними німці депортували в Белжець 2800-4500 осіб.
- 1942, 2 листопада - Друга акція виселення. до Белжеця прибула група з 2,5–3 тис. євреїв, до якої також входили члени Юденрату та єврейської поліції.
- 1943 - була організована група опору на чолі зі Самуелем Вайлером. Єврейські підпільники встановили контакт із місцевим підрозділом польської Армії Крайової, звідки отримували зброю.
- 1943, 21 травня  - остаточна ліквідація ґетто.
- 1944, 17 липня  - захоплення м. Броди радянськими військами.
- 1944, 12 листопада –  регулярно почала виходити Бродівська районна газета «Червоний промінь», попередник газети «Прапор комунізму» (виходила до 1990 р.).
- 1984, 26-27 травня  - відбувся І Всесвітній з’їзд брідщан в м. Торонто (Канада).
- 1984, 10 вересня - встановлено памятник в честь 900-річчя Бродів.
- 1993, 23-28 липня  - Проведення у Бродах ІІІ Всесвітнього з’їзду брідщан.
- 1993, 25 липня  - з часу відкриття пам’ятника Тарасу Шевченку на площі Ринок.